# Bernát Sára
Bernát Sára Emília (Sara Emilia Bernat) (Budapest, 1986. augusztus 1. –) modell.
Az érettségit és egy budapesti castingot követően Párizsba költözött, ahol a Women modellügynökség szerződtette le.

## Élete
2002-ben a Top Modell francia modellügynökség 86 ország kezdő modelljei közül őt választotta az év arcának. Kifinomult eleganciája miatt elsősorban francia területen dolgozott, de Párizson kívül Tokióban, Sidney-ben, New Yorkban, Londonban, Spanyolországban és Németországban is kapott munkákat.
A modellkedés eleinte eszköz volt az utazáshoz, nemzetközi karrierhez, szabadsághoz, hogy a világon bármilyen egyetemre jelentkezhessen. Az egyetemet  Franciaországban végezte: 3 évig tanult globális kommunikáció és pszichológia szakokon a Párizsi Amerikai Egyetemen (AUP). Közben fél évet a New York-i New School újságíró szakán töltött. 2016-ban szerezte meg a branding-képzésben vezető New York-i School of Visual Arton (SVA) a master fokozatot, majd a berlini Humboldt Egyetemen 2021-ben a PhD címet. Amerikai és magyar egyetemeken előad, brand-fejlesztési munkákat vállal, cége a Fashion Forward a visegrádi országokban és az Egyesült Államokban tanácsadást vállal, világszerte szimpóziumokat szervez.
Philadelphiában él. A modellnek számos kampánya, címlapja és kifutós szereplése volt.
Szülei Rák Kati színésznő és Czető Bernát László író-dramaturg, testvére Bernát Bianka, szintén modell.

## Nagyobb munkái

### Kampányok
- Carolina Herrera,
- Biotherm,
- L’Oréal,
- Sephora,
- Lancaster,
- Givenchy,
- Rocco Barocco,
- Rena Lange,
- Dinh Van,
- Fuzzi,
- Bionike,
- Triumph,
- Galenic,
- Pepe Jeans,
- Dessange

### Címlap
- Grazia, French, Madame Figaro, Votre Beaute, GLAMOUR Italia, Jalouse[3]

### Show
- Chanel, Sonia Rykiel, Guy Laroche, Alberta Ferretti, Leonard, Anne Valerie Hash, Giambattista Vali, Christophe Josse, Georges Chakra, Maurizio Pecoraro